# Карлос Лампе
Карлос Лампе (ісп. Carlos Lampe, нар. 17 березня 1987, Санта-Крус-де-ла-Сьєрра) — болівійський футболіст, воротар клубу «Спорт Бойз».
Виступав, зокрема, за клуб «Депортіво Сан-Хосе», а також національну збірну Болівії.

## Клубна кар'єра
У професійному футболі дебютував 2006 року підписавши контракт з клубом «Універсітаріо» (Сукре), в складі якого пробув сезон не зігравши в основному складі жодного матчу.
Згодом з 2007 по 2010 рік грав у складі команд клубів «Болівар», «Гвабіра» та «Універсітаріо» (Сукре).
Своєю грою за останню команду привернув увагу представників тренерського штабу клубу «Депортіво Сан-Хосе», до складу якого приєднався 2011 року. Відіграв за команду з Оруро наступні чотири сезони своєї ігрової кар'єри. Більшість часу, проведеного у складі «Депортіво Сан-Хосе», був основним голкіпером команди.
До складу клубу «Спорт Бойз» приєднався 2015 року. Відтоді встиг відіграти за команду з Варнеса 39 матчів в національному чемпіонаті.

## Виступи за збірну
2010 року дебютував в офіційних матчах у складі національної збірної Болівії. Наразі провів у формі головної команди країни 7 матчів.
У складі збірної був учасником Кубка Америки 2016 року в США.